# Молино дел’Оспитале (Милано)
Молино дел’Оспитале је насеље у Италији у округу Милано, региону Ломбардија.
Према процени из 2011. у насељу је живело 17 становника. Насеље се налази на надморској висини од 91 м.